# Комунистическа страна
Комунистическа страна е тази, която обикновено се управлява от една партия, представляваща пролетариата, като се ръководи от марксистко-ленинска философия, с цел постигане на комунизма. Налице са и няколко случая на комунистическите държави, с политическо участие на други непартийни организации като синдикати, заводски комитети, както и прякото демократично участие. Терминът „комунистическа страна“ се използва от западни историци, политолози и медии за позоваване на тези страни. Въпреки това, за разлика от западното използване, тези страни не описват себе си като „комунистически“ нито твърдят, че са постигнали комунизма. Те говорят за себе си като социалистически държави или държави на работниците, които са в процес на изграждане на социализма.
Комунистическите страни могат да бъдат ръководени от един централизиран партиен апарат, въпреки че страни като КНДР имат няколко партии. Тези партии обикновено са марксистко-ленински или техни производни варианти (включително маоизма в Китай и Чучхе в КНДР), с официална цел постигане на социализма и напредване към комунизъм. Тези страни обикновено се наричат от марксистите диктатури на пролетариата или диктатури на работническата класа, с което работническата класа е управляващата класа на страната, за разлика от капитализма, където буржоазията е управляващата класа.
Комунистически страни като СССР и КНР са критикувани от западните автори и организации на основата на липса на многопартийната западна демокрация, в допълнение към няколко други области, където социалистическо общество и западните общества се различават.

## Разрастване
През 20 век, първата конституционна социалистическа държава в света става Русия през 1917 г. През 1922 г. се присъединява към други бивши територии на империята, за да се превърне в Съюз на съветските социалистически републики (СССР). След Втората световна война, червената армия окупира голяма част от Източна Европа и по този начин спомага за създаването на комунистически правителства в тези страни. Повечето комунистически страни в Източна Европа са съюзници на СССР, с изключение на СФР Югославия, която се обявява за необвързана. През 1949 г., след война срещу японската окупация и гражданската война, довела до комунистическа победа, е създадена Китайската народна република. Комунистически страни също са провъзгласени в Куба, Виетнам, Лаос и Камбоджа. Комунистическа страна е създадена и в Северна Корея, въпреки че по-късно се разграничава от комунистическото движение. През 1989 г. комунистическите режими в Източна Европа се разпадат под обществения натиск и вълна от ненасилствени движения, довели и до разпадането на Съветския съюз през 1991 г. Днес, съществуващите комунистически страни в света са в Китай, Куба, Лаос и Виетнам.
Те не твърдят, че са постигнали социализъм или комунизъм в техните страни. Вместо това, твърдят, че изграждат и работят за създаването на социализма в техните страни.

## Политическа сила
Исторически, политическата организация на много социалистически страни е доминирана от една партия. Някои комунистически правителства, като Северна Корея, Източна Германия или Чехословакия имат или са имали повече от една политическа партия, но всички малки партии са или били длъжни да следват ръководството на Комунистическата партия. В социалистическите страни, правителството не търпи критика на политики, които вече са били прилагани в миналото или се изпълняват в настоящето.
Независимо от това, комунистически партии са печелили избори и управляват многопартийни демокрации, без да се установи еднопартийна държава. Примери са Сан Марино, Никарагуа (1979–1990), Молдова, Непал (в момента), Кипър и индийските щати Керала, Западен Бенгал и Трипура. Въпреки това, за целта на тази статия, изброените не попадат в обхвата на определението за социалистическа страна.

## Настояще

### Настоящи страни, обявили се за комунистически
Следните страни са еднопартийни, в които институциите на управляващата комунистическа партия и държавата са станали свързани. Те обикновено са привърженици на марксизма-ленинизма, в частност. Изброени са заедно с годината на основаването им и съответните им управляващи партии:
| Страна                               | От                                                      | Партия                             | Лидер          |
| ------------------------------------ | ------------------------------------------------------- | ---------------------------------- | -------------- |
| Китайска народна република           | 1 октомври 1949 г.                                      | Китайска комунистическа партия     | Си Дзинпин     |
| Република Куба                       | 1 юли 1961 г.                                           | Кубинска комунистическа партия     | Раул Кастро    |
| Лаоска народнодемократична република | 2 декември 1975 г.                                      | Лаоска народно-революционна партия | Бунянг Ворачит |
| Социалистическа република Виетнам    | 2 септември 1945 г. (на север) 2 юли 1976 г. (обединен) | Комунистическа партия на Виетнам   | Нгуен Фу Чонг  |

### Северна Корея
- Корейската народно-демократична република (от 1948 г.) твърди, че нейната система е социалистическа, въпреки че официалната идеология на правителството е Чучхе на Ким Ир Сен, за разлика от традиционната марксистко-ленинска. През 2009 г. конституцията на КНДР е изменена така, че не само отрича всички марксистко-ленински идеи, но също така и отпада всяко позоваване на „комунизма“.[15]

### Многопартийни страни с управляваща комунистическа партия
Има многопартийни страни с комунистически партии, ръководещи правителството. Такива страни не се считат за комунистически, тъй като позволяват многото партии, и не предоставят конституционна роля за техните комунистически партии.
- Непал - Комунистическа партия на Непал (обединена) е водеща в коалиционното правителство.

Молдова и Гаяна също се управляват от марксистко-ленински партии.